# Дрохва аравійська
Дрохва аравійська (Ardeotis arabs) — вид птахів родини дрохвових (Otidae).

## Поширення
Вид поширений в африканському регіоні Сахель та на заході Аравійського півострова. Трапляється в Сенегалі, Мавританії, Малі, Буркіна-Фасо, Нігері, північно-східній Нігерії, Чаді, Сомалі, Судані, Південному Судані, Ефіопії, Еритреї, Джибуті, Саудівській Аравії та Ємені.

## Опис
Самці важать від 5,7 до 10,9 кг, самиці — від 4,5 до 7,7 кг. Найбільша арабська дрохва важила 16,8 кг. Середній зріст цих птахів становить 70 см для самиць і до 92 см у самців.